# أوتيس وليامز
أوتيس وليامز (بالإنجليزية: Otis Williams) هو مغني ومنتج أسطوانات ومنتج أفلام وكاتب أغاني وموسيقي أمريكي، ولد في 30 أكتوبر 1941 في تيكساركانا في الولايات المتحدة.

## وصلات خارجية
- أوتيس وليامز على موقع IMDb (الإنجليزية)
- أوتيس وليامز على موقع الموسوعة البريطانية (الإنجليزية)
- أوتيس وليامز على موقع ميوزك برينز (الإنجليزية)
- أوتيس وليامز على موقع إن إن دي بي (الإنجليزية)
- أوتيس وليامز على موقع أول ميوزيك (الإنجليزية)
- أوتيس وليامز على موقع ديسكوغز (الإنجليزية)
- أوتيس وليامز على موقع قاعدة بيانات الفيلم (الإنجليزية)